# Пёрвиэнс, Эдна
Э́дна О́льга Пёрвиэнс (англ. Edna Olga Purviance, 21 октября 1895 — 11 января 1958) — американская актриса немого кино, много снимавшаяся в фильмах Чарли Чаплина. За восемь лет сотрудничества с ним она появилась более чем в 30 фильмах мэтра комедий.

## Биография
Эдна Пёрвиэнс родилась 21 октября 1895 года в деревне Парадайз-Вэли, округ Гумбольт, штат Невада. В трёхлетнем возрасте она с родителями переехала в городок Лавлок, где они стали владельцами небольшой гостиницы. После развода родителей в 1902 году Эдна осталась с матерью, которая вскоре вышла замуж за водопроводчика. В юности Эдна добилась успеха в качестве талантливой пианистки, а, повзрослев, она покинула Лавлок и переехала в Сан-Франциско, где поступила в бизнес-колледж.
Карьера Эдны Пёрвиэнс в кино началась совершенно случайно. В 1915 году Чарли Чаплин занимался съёмками своей второй картины на студии «Essanay» («Ночь напролёт») в городке Найлс на юго-востоке от Сан-Франциско, и долго не мог найти актрису на одну из женских ролей. Один из его коллег случайно обратил внимание на Эдну в кафе «Tate’s Café» и решив, что она подойдёт на эту роль, представил её Чаплину. Он, недолго думая, взял Пёрвиэнс в свой фильм, хотя и посчитал её довольно серьёзной для комедийных ролей.
Эта случайная встреча также стала началом их романа, который длился до 1918 года. Эдна Пёрвиэнс появилась в 33 фильмах Чаплина, в том числе в знаменитой картине «Малыш» в 1921 году. Наиболее плодовитыми в её карьере стали 1915—1917 годы. В это время Эдна появилась с Чаплином в таких картинах как «Бродяга», «Скиталец», «Лавка ростовщика», «Контролёр универмага», «За экраном», «Граф», «Иммигрант», «Лечение» и «Тихая улица».
Её последними работами у Чаплина стали фильмы 1923 года «Пилигрим» и «Парижанка», в котором она исполнила свою первую главную роль. Эдна Пёрвиэнс ещё дважды появилась на экране в главных ролях, прежде чем в 1927 году покинула кинематограф. Несмотря на это, Чаплин продолжал ей выплачивать ежемесячную зарплату вплоть до её смерти.
В 1938 году Эдна Пёрвиэнс вышла замуж за пилота компании Pan-American Airlines Джона П. Сквайера. Их брак продлился семь лет, до 1945 года, когда Джон Сквайер умер.
В это же время Чаплин снимал свой новый фильм «Месье Верду» и подумал, что Эдна сможет сыграть мадам Гроне — одну из главных героинь. Он пригласил её на эту роль, но совместной работы не получилось: 

Эдна со страстью погрузилась в работу, правда, из этого ничего не вышло. Образ требовал определённой, чисто европейской утончённости, которой у Эдны никогда не было. Поработав с ней три-четыре дня, я был вынужден признать, что она не годится для этой роли. Но Эдна и сама почувствовала скорей облегчение, чем разочарование. Я больше не видел её, и она не давала о себе знать.— Чарли Чаплин
Последней работой Эдны Пёрвиэнс в кино стал французский фильм «Образование принца», снятый в 1927 году. Однако существует ошибочное мнение, что актриса ещё вернулась в кино в 1947 и 1952 годах и снялась в маленьких эпизодах фильмов Чарли Чаплина «Месье Верду» и «Огни рампы». Это опровергали сам Чаплин и его биограф Дэвид Робинсон в своей книге «Чарли Чаплин. Жизнь и творчество».
Актрисы не стало 11 января 1958 года — она умерла в Голливуде от рака в возрасте 62 лет.
В 1992 году в фильме «Чаплин» роль Эдны Пёрвиэнс исполнила актриса Пенелопа Энн Миллер.
В настоящее время подана петиция с целью отметить достижения актрисы в кино звездой на голливудской «Аллее славы».

## Фильмография
| Год  |     | Русское название     | Оригинальное название                 | Роль                        |
| ---- | --- | -------------------- | ------------------------------------- | --------------------------- |
| 1915 | кор | Ночь напролёт        | A Night Out                           | жена метрдотеля             |
| 1915 | кор | Чемпион              | The Champion                          | дочь тренера                |
| 1915 | кор | В парке              | In the Park                           | нянька                      |
| 1915 | кор | Бегство в автомобиле | A Jitney Elopement                    | Эдна                        |
| 1915 | кор | Бродяга              | The Tramp                             | дочь фермера                |
| 1915 | кор | У моря               | By the Sea                            | жена человека в цилиндре    |
| 1915 | кор | Работа               | Work                                  | горничная                   |
| 1915 | кор | Женщина              | A Woman                               | дочь                        |
| 1915 | кор | Банк                 | The Bank                              | машинистка                  |
| 1915 | кор | Зашанхаенный         | Shanghaied                            | дочь судовладельца          |
| 1915 | кор | Вечер в мюзик-холле  | A Night In The Show                   | дама в партере              |
| 1915 | кор | Кармен               | A Burlesque on Carmen                 | Кармен                      |
| 1916 | кор | Полиция              | Police                                | хозяйка дома                |
| 1916 | кор | Контролёр универмага | The Floorwalker                       | секретарь управляющего      |
| 1916 | кор | Пожарный             | The Fireman                           | девушка                     |
| 1916 | кор | Скиталец             | The Vagabond                          | спасённая девушка           |
| 1916 | кор | Граф                 | The Count                             | мисс Манибэгс               |
| 1916 | кор | Лавка ростовщика     | The Pawnshop                          | дочь ростовщика             |
| 1916 | кор | За экраном           | Behind the Screen                     | молодая актриса             |
| 1916 | кор | Скетинг-ринг         | The Rink                              | девушка                     |
| 1917 | кор | Тихая улица          | Easy Street                           | сотрудница миссии           |
| 1917 | кор | Лечение              | The Cure                              | девушка                     |
| 1917 | кор | Иммигрант            | The Immigrant                         | девушка-иммигрантка         |
| 1917 | кор | Искатель приключений | The Adventurer                        | девушка                     |
| 1918 | кор | Собачья жизнь        | A Dog’s Life                          | певичка                     |
| 1918 | кор | Тройная неприятность | Triple Trouble                        | кухарка                     |
| 1918 | кор | Облигация            | The Bond                              | жена Чарли / статуя Свободы |
| 1918 | ф   | На плечо!            | Shoulder Arms                         | французская девушка         |
| 1918 | кор | Как делаются фильмы  | How to Make Movies                    | актриса                     |
| 1918 | ф   | —                    | Charlie Chaplin: The Essanay Comedies | дочь фермера / её сестра    |
| 1919 | кор | Солнечная сторона    | Sunnyside                             | деревенская красавица       |
| 1919 | кор | Удовольствия дня     | A Day’s Pleasure                      | мать                        |
| 1921 | ф   | Малыш                | The Kid                               | мать-одиночка               |
| 1921 | кор | Праздный класс       | The Idle Class                        | жена                        |
| 1922 | кор | День получки         | Pay Day                               | дочь прораба                |
| 1923 | ф   | Пилигрим             | The Pilgrim                           | мисс Эдна Браун             |
| 1923 | ф   | Парижанка            | A Woman of Paris: A Drama of Fate     | Мари Сен-Клер               |
| 1926 | ф   | Женщина моря         | A Woman of the Sea                    | Джоан                       |
| 1927 | ф   | Образование принца   | Éducation de prince                   | королева Лиска де Силистри  |